# Bocana silenusalis
Bocana silenusalis — вид метеликів родини совкових з підродини совок-п'ядунів, який зустрічається в Малайзії. Належить до роду Bocana.